# 佐藤涼平
佐藤 涼平（さとう りょうへい、1998年6月5日 - ）は、日本の元子役。東京都出身。サンミュージックブレーンに所属していた。現在は、咲藤涼平に芸名を変えている。キャロット→スマイルモンキーを経て、現在はディサイファ所属。

## 出演

### テレビドラマ
- 天花（2004年、NHK）
- 大奥〜華の乱〜 第9・10話（2005年12月15日・22日、フジテレビ） - 柳沢吉里 役
- 怪奇大作戦 セカンドファイル 第1話（2007年4月2日、NHK） - 小栗しょうた 役
- 死化粧師 エンバーマー 間宮心十郎 第2話（2007年10月12日、テレビ東京） - 成瀬大樹 役
- 斉藤さん（2008年、日本テレビ）
- トミカヒーロー レスキューフォース 第3話（2008年4月19日、テレビ東京）
- 世にも奇妙な物語 春の特別編 輪廻の村（2009年3月30日、フジテレビ）- トオル 役
- トリハダ6 第5話（2009年10月7日、フジテレビ）
- 絶対零度〜未解決事件特命捜査〜 第6話（2010年5月18日、フジテレビ）
- 仮面ライダーオーズ/OOO 第4話（2010年9月26日、テレビ朝日）
- 熱中時代（2011年4月9日、日本テレビ） - 真弓涼平 役
- ハガネの女 season2（2011年、テレビ朝日） - 古田翼 役
- 多摩南署たたき上げ刑事・近松丙吉9（2012年1月25日、テレビ東京） - 小林隼人 役
- スターマン・この星の恋（2013年、関西テレビ） - 重田たけし 役
- ちゃんぽん食べたか（2015年、NHK） - 佐野繁理 役
- 魔性の群像 刑事・森崎慎平3（2015年11月9日、TBS） - 本原蓮介 役

### 映画
- ヒモのひろし （2005年）- 雄一郎 役
- ユビサキから世界を（2006年）
- 赤い文化住宅の初子（2007年）
- ユメ十夜 第三夜（2007年）
- 犯人に告ぐ（2007年）
- キャッチボール（2008年）
- デトロイト・メタル・シティ（2008年）
- 20世紀少年 第2・最終章（2009年） - 落合翔太 役
- 罪とか罰とか（2009年）
- それでも花は咲いていく パンジー（2011年） - 藤吉幸二（10歳時） 役

### CM
- ヤマハ音楽教室
- ソニー「ハンディカム」
- UR都市機構
- Napster×TOWER RECORDS「音楽配信サービス」
- 大和ハウス工業
- 中日本高速道路「中央道集中工事」
- かどや製油「純正ごま油」
- ベネッセコーポレーション「進研ゼミ小学講座」